# CD Portosantense
El CD Portosantense es un equipo de fútbol de Portugal que juega en la División de Honor de Madeira, la quinta división nacional.

## Historia
Fue fundado el 8 de diciembre de 1948 en la isla de Porto Santo en Madeira por Firmino Chagas de Faria, José Joaquim Pestana de Vasconcelos, José dos Santos Reynolds y Manuel Batista y fue declarado como Utilidad Pública por el Gobierno de Madeira el 25 de noviembre de 1982. Está inscrito en la Federación Portuguesa de Fútbol con el número 2921.
La mejor época del club hasta el momento ha sido la década de los años 2000 donde llegó a jugar en la desaparecida Segunda División de Portugal por cuatro temporadas consecutivas hasta que desciende en la temporada 2007/08. También participó en 15 temporadas en la desaparecida Tercera División de Portugal, teniendo su última temporada en la de 2010/11 cuando decidió abandonar las competiciones nacionales.

## Palmarés
- División de Honor de Madeira: 1

2022/23
- Primera División de Madeira: 7

1980/81, 1981/82, 1983/84, 1984/85, 1985/86, 1986/87, 1987/88
- Copa de Madeira: 3

1993/94, 2005/06, 2009/10

## Jugadores

### Jugadores destacados
- Joseba Ituarte Goenaga
- Wesley John